# جواو بيدرو (لاعب كرة قدم)
جواو بيدرو (بالبرتغالية: João Pedro Geraldino dos Santos Galvão‏) (9 مارس 1992 في البرازيل - ) هو لاعب كرة قدم برازيلي في مركز الوسط. شارك مع منتخب البرازيل تحت 17 سنة لكرة القدم. أما مع النوادي، فقد لعب مع أتلتيكو مينييرو وإشتوريل برايا وبنيارول وفيتوريا دي غيماريش ونادي باليرمو ونادي سانتوس.

## وصلات خارجية
- جواو بيدرو على موقع الاتحاد الدولي (مؤرشف)  (الإنجليزية)
- جواو بيدرو على موقع اتحاد تركيا (لاعب) (الإنجليزية)
- جواو بيدرو على موقع إي إس بي إن إف سي (الإنجليزية)
- جواو بيدرو على موقع قاعدة بيانات كرة القدم.إي يو (الإنجليزية)
- جواو بيدرو على موقع بيانات كرة القدم. دي إي (الألمانية)
- جواو بيدرو على موقع ليكيب (الفرنسية)
- جواو بيدرو على موقع ناشيونال فوتبول تيمز (الإنجليزية)
- جواو بيدرو على موقع Soccerbase.com (لاعب) (الإنجليزية)
- جواو بيدرو على موقع Soccerway.com (الإنجليزية)
- جواو بيدرو على موقع عالم كرة القدم.نت (الإنجليزية)